# Elisabeth Ullmann (Organistin)
Elisabeth Ullmann, auch Elisabeth Bigenzahn-Ullmann (* 20. April 1952 in Zwettl) ist eine österreichische Organistin und Musikpädagogin.

## Leben und Wirken
Elisabeth Ullmann studierte an der Musikhochschule Wien, an der Royal Academy of Music in London und an Mozarteum in Salzburg bei Michael Radulescu und Alois Forer. Meisterkurse absolvierte sie bei Marie-Claire Alain und Harald Vogel. Sie lehrte ab 1979, von 1988 bis 2014 als Professorin für künstlerisches Orgelspiel, am Mozarteum in Salzburg. Ihre Schüler sind zum Beispiel Georg Oberauer und Hyeonjun Jo. Zudem lehrt sie in Meisterkursen in Europa, Israel, den USA, Kanada, China und Hong Kong und wirkt als Jurorin bei Wettbewerben.
Ullmann konzertierte als Solistin und gemeinsam mit Künstlern wie Robert Holl, Carole Dawn Reinhart und Ludwig Güttler.
1983 initiierte sie das Internationale Orgelfest Stift Zwettl, das bis 2008 unter ihrer künstlerischen Leitung stand.
Ullmann ist mit Wolfgang Bigenzahn verheiratet. Das Ehepaar lebt in Wien. Der gemeinsame Sohn Johannes Bigenzahn (Mediziner) ist ebenfalls als Organist tätig.

## Ehrungen (Auswahl)
- Erste Preise beim Bach-Wettbewerb in Leipzig (1976)[3]
- Erster Preis beim Bruckner-Orgelwettbewerb in Linz (1978).
- Lilli-Lehmann-Medaille
- Deutscher Schallplattenpreis
- Großes Ehrenzeichen für Verdienste um das Bundesland Niederösterreich
- Aufnahme in die Europäische Akademie der Wissenschaften und Künste

Quellen: 

## Diskografie (Auswahl)
- Bach: Selected Organ Works, (IFO Classics; 2016)
- Georg Christoph Wagenseil: Orgelkonzerte (Accent; 2012)
- Johann Caspar Kerll: Selected Keyboard Music (IFO Classics; 2006)
- Gottlieb Muffat: Selected Keyboard Works (IFO Classics; 2003)
- Bach in Naumburg (IFO Classics; 2000)
- Georg Muffat: Apparatus musico-organisticus (Dabrinhaus und Grimm; 1994)
- Orgellandschaft Wien (Dabringhaus und Grimm; 1993)
- Wolfgang Amadeus Mozart: Complete Church Sonatas (Dabrinhaus und Grimm; 1988)